# Lakkampura, Jagalur
Lakkampura là một làng thuộc tehsil Jagalur, huyện Davanagere, bang Karnataka, Ấn Độ.